# Bernard Fritz
Pour les articles homonymes, voir Fritz.
Benard Fritz, né le 5 octobre 1953 à Marseille, est un joueur de tennis français.

## Biographie
Il a été l'entraîneur de Sébastien Grosjean dans la majeure partie de sa carrière.
Il est depuis sa création en 2009 (avec l'aide de Sébastien Grosjean), le directeur du Challenger de Saint-Rémy (Trophée des Alpilles) doté de 50 000 $.

## Carrière
Il est no 5 français en 1982 derrière Noah, Leconte, Bedel et Forget.

## Palmarès

### Finales en double messieurs
| No | Date       | Nom et lieu du tournoi                         | Catégorie       | Dotation | Surface      | Vainqueurs                       | Partenaire         | Score         |  |
| -- | ---------- | ---------------------------------------------- | --------------- | -------- | ------------ | -------------------------------- | ------------------ | ------------- |  |
| 1  | 01-10-1979 | Grand Prix Passing Shot Bordeaux               |                 | 50 000 $ | Terre (ext.) | Patrice Dominguez Denis Naegelen | Iván Molina        | 6-4, 6-4      |  |
| 2  | 03-03-1980 | Egyptian Open Le Caire                         |                 | 75 000 $ | Terre (ext.) | Ismail El Shafei Tom Okker       | Christophe Freyss  | 6-3, 3-6, 6-3 |  |
| 3  | 21-03-1983 | Tournoi International de la Ville de Nice Nice | GP World Series | 75 000 $ | Terre (ext.) | Bernard Boileau Libor Pimek      | Jean-Louis Haillet | 6-3, 6-4      |  |
| 4  | 09-05-1983 | Tournoi de tennis de Florence Florence         |                 | 75 000 $ | Terre (ext.) | Francisco González Víctor Pecci  | Dominique Bedel    | 4-6, 6-4, 7-6 |  |

## Autres performances en simple
- 1/2 à Boston (1981)
- 1/2 au Caire (1982)
- 1/2 à Venise (1983)
- 1/4 à Lagos (1978)
- 1/4 à Washington (1982)
- Victoires sur Mats Wilander et Adriano Panatta.

## Parcours dans les tournois duGrand Chelem

### En simple
| Année | Open d'Australie | Open d'Australie | Internationaux de France | Internationaux de France | Wimbledon      | Wimbledon   | US Open        | US Open   | Open d'Australie | Open d'Australie |
| ----- | ---------------- | ---------------- | ------------------------ | ------------------------ | -------------- | ----------- | -------------- | --------- | ---------------- | ---------------- |
| 1978  | n.o.             | n.o.             | 1er tour (1/64)          | R. Ramírez               | —              | —           | —              | —         | —                | —                |
| 1979  | n.o.             | n.o.             | 1er tour (1/64)          | J. Lloyd                 | —              | —           | —              | —         | —                | —                |
| 1980  | n.o.             | n.o.             | 1er tour (1/64)          | H. Günthardt             | 2e tour (1/32) | J. L. Clerc | —              | —         | —                | —                |
| 1981  | n.o.             | n.o.             | —                        | —                        | —              | —           | 2e tour (1/32) | T. Waltke | —                | —                |
| 1982  | n.o.             | n.o.             | 3e tour (1/16)           | J. L. Clerc              | 2e tour (1/32) | T. Šmíd     | —              | —         | —                | —                |
| 1983  | n.o.             | n.o.             | 2e tour (1/32)           | C. Roger-Vasselin        | —              | —           | —              | —         | —                | —                |

N.B. : à droite du résultat se trouve le nom de l'ultime adversaire.

### En double
| Année | Open d'Australie | Open d'Australie | Internationaux de France      | Internationaux de France    | Wimbledon | Wimbledon | US Open                    | US Open               | Open d'Australie | Open d'Australie |
| ----- | ---------------- | ---------------- | ----------------------------- | --------------------------- | --------- | --------- | -------------------------- | --------------------- | ---------------- | ---------------- |
| 1977  | —                | —                | 1er tour (1/32) G. Goven      | J. Fassbender K. Meiler     | —         | —         | —                          | —                     | —                | —                |
| 1978  | n.o.             | n.o.             | 1er tour (1/32) G. Paul       | P. Beust D. Contet          | —         | —         | —                          | —                     | —                | —                |
| 1979  | n.o.             | n.o.             | 1er tour (1/32) P. Proisy     | B. Balleret J. Thamin       | —         | —         | 1er tour (1/32) W. Blocher | J. Newcombe J. Turpin | —                | —                |
| 1980  | n.o.             | n.o.             | 2e tour (1/16) C. Freyss      | To. Gullikson Ti. Gullikson | —         | —         | —                          | —                     | —                | —                |
| 1981  | n.o.             | n.o.             | 2e tour (1/16) G. Goven       | P. McNamara P. McNamee      | —         | —         | —                          | —                     | —                | —                |
| 1982  | n.o.             | n.o.             | —                             | —                           | —         | —         | —                          | —                     | —                | —                |
| 1983  | n.o.             | n.o.             | 1er tour (1/32) J.-L. Haillet | C. Bernelle J-M. Piacentile | —         | —         | —                          | —                     | —                | —                |

N.B. : le nom du ou de la partenaire se trouve sous le résultat ; le nom des ultimes adversaires se trouve à droite.